# 187 (pel·lícula)
187 (títol original en anglès: One Eight Seven) és una pel·lícula estatunidenca dirigida per Kevin Reynolds, estrenada el 1997 i doblada al català.

## Argument
A Nova York, un professor de Biologia és atacat per un dels seus alumnes.
Algun temps més tard, aquest mateix professor accepta un lloc en un institut difícil dels afores de Los Angeles.

## Repartiment
- Samuel L. Jackson: Trevor Garfield
- Clifton Collins Jr.: Cesar Sanchez
- Kelly Rowan: Ellen Henry
- John Heard: Dave Childress
- Tony Plana: Principal Garcia
- Karina Arroyave: Rita Martinez
- Lobo Sebastian: Benny Chacon
- Jack Kehler: Larry Hyland
- Jonah Rooney: Stevie Littleton
- Demetrius Navarro: Paco
- Ebony Monique Solomon: Lakesia
- Yannis Bogris: Barsek
- Dominic Hoffman: Victor
- Martha Velez: Sra. Chacon
- Method Man: Dennis Broadway

## Banda original
- Karmacoma, interpretada per Massive Attack i Tricky
- Spying Glass, interpretada per Massive Attack i Horace Andy
- In November, interpretada per David Darling
- Release Yo' Delf (Prodigy mix), interpretada per Method Man
- The Wilderness del grup Madredeus interpretada per V-Love
- Stem long stem composta per DJ Shadow